# Baranyaszentgyörgy
Baranyaszentgyörgy is een plaats (község) en gemeente in het Hongaarse comitaat Baranya. Baranyaszentgyörgy telt 194 inwoners (2001).